# Йоргос Тзавелас
Йоргос Тзавелас (грец. Γεώργιος Τζαβέλας, 26 листопада 1987, Віронас) — грецький футболіст, захисник афінського АЕКа і збірної Греції.

## Спортивна кар'єра

### Клубна
Кар'єра Йоргоса Тзавеласа ропочалася в молодіжній команді клубу «Терпсітея». Потім Тзавелас став гравцем «Керкіри», виступаючи за молодіжний склад. Провівши два сезони у Грецькій Суперлізі, 2008 року він перейшов в «Паніоніос». У цій команді також грав два сезони, а потім перейшов у чемпіонат Німеччини, ставши гравцем «Айнтрахта» з Франкфурта-на-Майні.
12 березня 2011 року в матчі 26-го туру Бундесліги встановив рекорд за дальністю забитого гола. Він з 73-х метрів вразив ворота Мануеля Ноєра. На початку 2012 року німецький клуб віддав Тзавеласа у піврічну оренду в «Монако».

### У складі збірної
У національної збірній Греції Йоргос Тзавелас дебютував 7 вересня 2010 року у відбірковому матчі на чемпіонат Європи проти команди Хорватії.
2012 року заявлений до основного складу збірної на Чемпіонат Європи з футболу 2012.